# S-8 (raketa)
S-8, sovjetska 80 mm nevođena raketa namijenjena uporabi s helikoptera i aviona za uništavanje ciljeva na tlu

## Opis
Razvoj rakete započeo je kako bi se domet ranije S-5 povećao što bi prijateljskim zrakoplovima povećalo izglede za preživljavanjem u uvjetima sve opasnije neprijateljske protuzračne obrane. Osim toga, težilo se ugradnji ubojitije bojne glave što nije bilo izvedivo bez povećanja dimenzija ranije rakete. Razvoj je isprva pokrenut u dizajnerskom birou Nudelman Točmaš da bi se kasnih 1970-ih prebacio u Institut primijenjene fizike u Novosibirsku koji je postao odgovoran za unaprijeđenje i daljnji razvoj.
Svaka raketa duga je između 1,5 i 1,7 m, pokretana raketnim motorom na kruto gorivo s vremenom rada od 0,7 sek.

## Inačice
| Oznaka | Tip      | Ukupna dužina | Težina pri lansiranju | Težina bojne glave | Domet           | Izvor             |
| ------ | -------- | ------------- | --------------------- | ------------------ | --------------- | ----------------- |
| S-8KOM | HEAT     | 1,54 m        | 11,3 kg               | 3,6 kg             | 1300 m - 4000 m | [ 3 ] [ 4 ] [ 5 ] |
| S-8BM  | probojna | 1,54 m        | 15,2 kg               |                    |                 | [ 5 ]             |